# イタミ・ローズ・ガーデン
座標: 北緯34度58分3.9秒 東経135度23分56.6秒 / 北緯34.967750度 東経135.399056度
有限会社イタミ・ローズ・ガーデン（Itami Rose Garden）は、日本のバラ専門ナーセリー（育種業者）である。

## 沿革

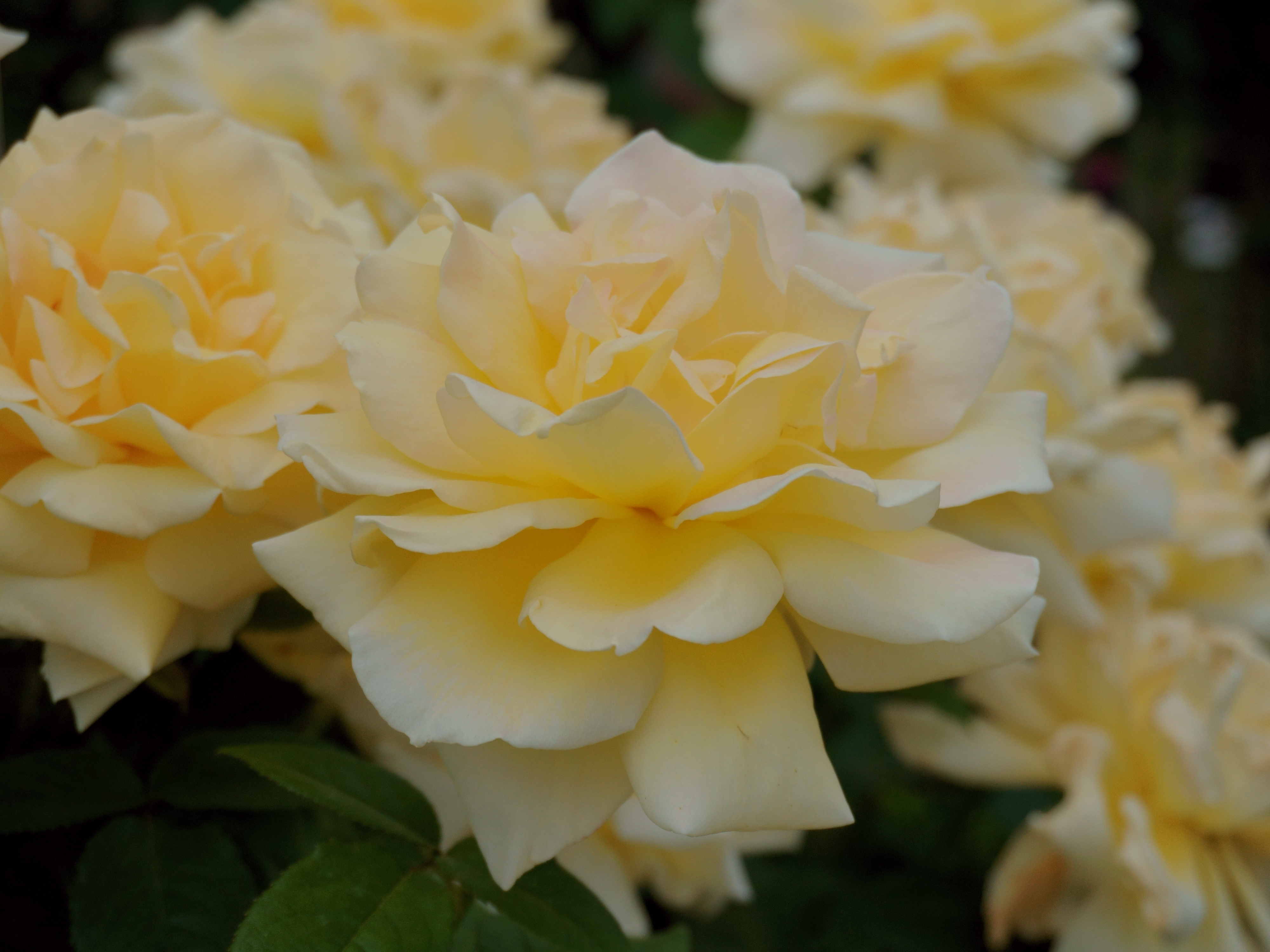
寺西菊雄の作出による「天津乙女」

戦後まもなくリノリュームで財をなした東洋リノリューム（現在の東リ）の創業者、寺西福吉の子の致知が兵庫県伊丹市に「伊丹ばら園」を開園。世界中からバラを蒐集し、苗木を増殖し販売した。その一方で新しい品種改良にも乗り出し1964年（昭和39年）には「天津乙女」を出し、1982年（昭和56年）の「マダム・ヴィオレ」は紫のバラの決定版として広く切花として生産された。
2000年（平成12年）に創業者の寺西致知が死去し、現在の名称となった。2004年（平成16年）には大地真央の芸能生活30周年を記念して、彼女の名を冠した品種「DAICH MAO」を発表した。2005年（平成17年）には静岡県賀茂郡河津町の委嘱をうけて「クイーン・バガテル」をフランス・パリ市に献呈した。
2013年10月、本社を大阪府豊能郡能勢町に移転。2代目園主の寺西菊雄は日本を代表するバラの育種家の一人として名を馳せたが、高齢のため移転に前後して園主を退き育種に専念している。

## 所在地
- 563-0351 大阪府豊能郡能勢町栗栖61番地10号